# Sonic the Hedgehog (videogioco 2006)
Sonic the Hedgehog (ソニック・ザ・ヘッジホッグ?, Sonikku za Hejjihoggu), conosciuto anche come Sonic 06, Sonic the Hedgehog 06, Sonic 2006 o Sonic the Hedgehog 2006, è un videogioco creato dal Sonic Team e pubblicato nel 2006 da SEGA per Xbox 360 e in seguito anche per PlayStation 3. Idealmente, riprendendo lo stesso titolo dell'originale, avrebbe dovuto rappresentare un ritorno all'antico e l'inizio di un nuovo ciclo per il riccio blu Sonic.
È il quattordicesimo titolo principale dell'omonima serie di videogiochi, nonché il primo a uscire su console HD; è anche il primo gioco della serie in cui appare per la prima volta Silver the Hedgehog ed è anche il secondo titolo principale della serie con il maggior numero di personaggi giocabili, ovvero nove.
Lo sviluppo del gioco iniziò nel 2004 da parte di Yuji Naka. Il Sonic Team progettò il titolo sulla scia del successo di film di supereroi come Batman Begins (2005), dando al gioco un tono più realistico e molteplici stili di gameplay. Tuttavia la produzione andò incontro a vari problemi dopo che Naka si dimise dalla produzione per formare la sua società, Prope, e il team di sviluppo si divise per lavorare contemporaneamente al gioco Sonic e gli Anelli Segreti (2007). Inoltre, la SEGA mise fretta al team di sviluppo in modo che terminasse la produzione e lo rendesse commerciabile prima delle festività natalizie. Il gioco venne rilasciato per Xbox 360 nel novembre 2006 e per PlayStation 3 il mese successivo; delle versioni per Nintendo Wii e PC furono in programma ma vennero cancellate.
All'uscita, il gioco ottenne un buon successo commerciale, ma ricevette molte recensioni negative, con critiche ai numerosi bug, lunghi tempi di caricamento, sistema dei controlli e della telecamera, e la presenza di incongruenze nella trama. Alcuni critici lo definirono il peggior titolo della serie. I futuri giochi di Sonic hanno ignorato gli eventi e toni del gioco e buona parte dei nuovi personaggi introdotti, fatta eccezione per Silver che ha avuto abbastanza successo tra i fan da apparire in altri titoli della saga.

## Trama

### Episodio Sonic
Nel pacifico regno acquatico di Soleanna, la dolce principessa Elise III è l'ospite d'onore al Festival Del Sole, laddove riceve una visione del mondo che viene devastato da una mostruosa e distruttiva creatura infuocata. Dopo l'accensione della torcia di Solaris, dio del sole e del tempo, la città viene improvvisamente bombardata dal diabolico Dr. Eggman con la sua nave, il Porta Egg e il suo esercito di robot. Eggman tenta di rapire la principessa e di impossessarsi del suo Chaos Emerald blu, ma Sonic (di ritorno dagli eventi di Shadow the Hedgehog) interviene e la porta via. Nel frattempo un misterioso riccio bianco li osserva da un tetto compiacendosi di aver trovato Sonic, la Chiave di Iblis. Eggman riesce a distrarre Sonic e a rapire Elise, la quale però gli lancia il Chaos Emerald.
Con l'aiuto del suo carissimo amico Tails, Sonic insegue il Porta Egg attraverso l'arcipelago e il deserto nei pressi della città, laddove affronta un robot di Eggman a forma di un enorme cane. Mentre riporta Elise in città, Sonic le fa coraggio, e lei gli racconta ciò che vuole Eggman da lei: il segreto delle Fiamme del Disastro. Elise parla dell'incidente dieci anni prima nel quale suo padre era morto e per poco questa possente forza distruttiva inarrestabile non era stata dispersa. L'ultima cosa che Elise ricorda del padre è la raccomandazione di non piangere mai. Al loro ritorno in città il riccio bianco, Silver, con i suoi poteri telecinetici aggredisce Sonic e lo accusa di essere prossimo a distruggere il mondo. Eggman cattura ancora Elise, mentre Silver tenta di eliminare Sonic, ma interviene Amy che lo protegge permettendo a Sonic di allontanarsi e di raggiungere Tails e Knuckles.
Knuckles consegna a Sonic un olomessaggio di Eggman, che gli propone uno scambio: Elise per il Chaos Emerald. Così i tre invadono la base di Eggman e lo incontrano in una cabina chiusa, laddove Eggman li minaccia con Elise di inserire il Chaos Emerald nella sua macchina. Dopo che Sonic esegue Eggman attiva la macchina che rinchiude i tre eroi in un campo di forza. Eggman presenta la macchina come il Prototipo Solaris e attivandola dice che quando l'avrà ultimata potrà usarla per governare il tempo. Sonic, Tails e Knuckles vengono catapultati nel futuro, laddove incontrano Shadow e Rouge. Il mondo futuro è una città interamente devastata dalle fiamme, senza un solo edificio integro e piena di mostri lavici. Sonic e Shadow si dividono per trovare ciascuno un Chaos Emerald e con i loro Chaos Control combinati aprire una porta per ritornare a casa.
Sonic, Tails e Knuckles scoprono un archivio nel quale osservano Silver in compagnia di Blaze e di un misterioso istrice quasi uguale a Shadow, che parlano del fatto che Silver deve trovare la Chiave di Iblis. L'istrice misterioso consegna il Chaos Emerald viola a Silver, il quale ha una visione di Sonic circondato dalle fiamme. L'istrice crea un campo di energia nel quale i tre scompaiono. Tails fa una ricerca nel computer dell'archivio e scopre la notizia della morte di Elise nel Giorno del Disastro per l'esplosione della nave di Eggman due giorni dopo il Festival del Sole. I cinque si incontrano fuori dalla città, per la notizia che Rouge ha trovato il Chaos Emerald verde. Tails nel frattempo ne ha individuato un altro nel vicino vulcano.
Nella camera magmatica trovano il Chaos Emerald azzurro, ma vengono sorpresi da un mostro molto più grande degli altri, Iblis. Dopo esser ritornati al precedente punto d'incontro Sonic e Shadow aprono una porta temporale. Sonic porta con sé il Chaos Emerald azzurro e Shadow tiene quello verde, ma quando rimane l'ultimo che deve entrare si volta e vede qualcosa. Sonic Tails e Knuckles si ritrovano nel presente nella piazza di Soleanna. Sonic va alla ricerca di Elise e dopo averla salvata da un treno incontra di nuovo Silver, ed Elise nello scontro viene di nuovo rapita, ma grazie all’intervento di Shadow, Sonic riesce a seguirla. Sonic affronta un robot levitante di Eggman per poi riuscire a portare via Elise attraverso una giungla.
Dopo il suo ritorno al suo palazzo, Elise si consegna volutamente a Eggman per impedire un nuovo assalto alla città. Sonic la segue con il supporto di Silver che si offre di aiutarlo dicendo che ora sa di dover proteggere Elise. Così i ricci attraversano il precedente castello reale di Soleanna, dove viveva il padre di Elise, ma non arrivano in tempo e la nave di Eggman si schianta. Sonic si dispera ma Silver si offre di aiutarlo ad aprire una porta temporale per tornare indietro e raggiungere Eggman in tempo. La cosa riesce perché Silver ha con sé il Chaos Emerald bianco e Sonic ha ancora il suo azzurro. Prima di partire Sonic ringrazia Silver e Blaze e consegna loro anche il suo Chaos Emerald. Quando Sonic raggiunge Eggman ed Elise, affronta il più potente robot di Eggman mentre la nave precipita, salvando Elise una volta per tutte.

### Episodio Shadow
Shadow lavora come agente G.U.N. (dopo gli eventi di Shadow the Hedgehog) per contrastare i piani del Dr. Eggman. Riceve l'incarico di salvare Rouge dalla base di Eggman. Insieme poi sfruttano un teletrasporto di Eggman e si ritrovano a Soleanna, con ciò che Rouge ha preso: lo Scettro dell'Oscurità. Portano insieme lo scettro al vecchio castello reale di Soleanna, abbandonato da dieci anni in seguito alla tragedia del re nel Progetto Solaris, ma Eggman li sorprende e nello scontro lo scettro si rompe. Eggman fugge e l'ombra nera che sorge dallo scettro si mescola con l'ombra di Shadow e sorge un'istrice quasi uguale a Shadow, con le striature grigie, gli occhi verdi dalle pupille rettiliani e privo di bocca, ma che ciò nonostante parla e si presenta come Mephiles the Dark. Il malvagio Mephiles accusa Shadow di averlo condannato all'oblio e apre un campo di forza nel quale i tre scompaiono.
Shadow e Rouge si ritrovano nel futuro e incontrano Sonic, Tails e Knuckles, reduci dal viaggio nel tempo provocato da Eggman.
I cinque si accordano per trovare due Chaos Emerald e dopo che Rouge trova quello verde, lei e Shadow trovano il robot Omega, creato da Eggman per distruggere Shadow ora loro alleato. Omega è in standby per il suo essere inutilizzato da secoli, così sono costretti a lasciarlo li. Incontrano gli altri e dopo aver affrontato Iblis per il Chaos Emerald azzurro nel vulcano, Sonic e Shadow aprono la frattura spazio temporale, ma Shadow non entra perché vede Mephiles e sceglie di inseguirlo. Al suo ritorno nel presente, Rouge convoca Omega e gli consegna il Chaos Emerald verde chiedendogli di attendere e di consegnarlo poi a Shadow nel futuro. Nel futuro Mephiles e Shadow hanno un incontro nel quale Mephiles afferma di essere in parte responsabile della devastazione del mondo, e così mostra a Shadow il suo alter ego del futuro, immobilizzato e costretto incosciente in un campo di forza.
Mephiles racconta che l'umanità lo aveva tradito e imprigionato dopo la devastazione del mondo e gli propone un'alleanza, ma Shadow non accetta e con l'intervento di Omega affronta Mephiles, il quale rivela la sua vera forma. Dopo il combattimento sfruttano un portale aperto da Mephiles per tornare tutti nel presente. Mentre Rouge effettua ricerche sullo Scettro dell'Oscurità, Shadow raggiunge il treno di Eggman, il quale si offre di rispondere alle sue domande se egli catturerà Mephiles e glielo consegnerà. Shadow interviene e affronta Silver, per poi aprire accidentalmente con lui, che possiede il Chaos Emerald blu, una nuova porta del tempo. Shadow parla a Silver di Mephiles e cerca di spiegargli che sta venendo ingannato e lo invita a raggiungere con lui il giorno di dieci anni prima nel quale era fallito il Progetto Solaris. Silver salta nella porta dopo Shadow.
Quando raggiungono il passato, i due ricci assistono all'esplosione del potere che stava venendo trattato nell'esperimento, dalla quale gli scienziati non si salvano, mentre il re viene ferito ed Elise bambina, protetta dal padre sviene. Dall'esperimento nascono Mephiles e Iblis separati nelle loro forme primordiali. Il re consegna a Shadow lo scettro dell'oscurità per catturare Mephiles ancora in forma liquida, mentre Silver insegue Iblis. Con il potere del Chaos Emerald verde, Shadow cattura Mephiles e lo rinchiude nello scettro, al suon dei suoi giuramenti di ucciderlo. Shadow lascia lo scettro nel cortile del castello vicino a Elise ancora esanime, consapevole che un giorno sarà lui stesso a liberare accidentalmente Mephiles. Dopo il ritorno nel presente Shadow e Rouge ricostruiscono lo Scettro dell'Oscurità e rintracciano Mephiles mentre sta lottando contro Omega.
Mephiles dice a Omega che sarà lui stesso a rinchiudere Shadow nel futuro, sotto l'ordine degli umani. Nonostante la nuova sconfitta Mephiles fugge verso il deserto, laddove trova il Chaos Emerald giallo. Shadow rivela di aver capito il piano di Mephiles: usare gli Emerald per fondersi a Iblis e fondere il suo potere temporale con l'infinita potenza di Iblis, divenendo così Solaris e consumare il tempo. Nonostante la sconfitta di Mephiles, il nuovo Scettro dell'Oscurità non riesce a contenere Mephiles perché più forte che in origine grazie alla forza assorbita da Shadow quando è risorto dalla sua ombra. Mephiles atterra i tre eroi e ruba loro l'Emerald verde, con il quale dà origine a suoi innumerevoli cloni, ma Shadow non si arrende e si toglie i bracciali che limitavano il suo potere, con il quale inizia a distruggere i suoi nemici.

### Episodio Silver
Silver vive in un futuro in rovina, laddove esiste solo la sofferenza provocata dalle Fiamme del Disastro che da secoli soffocano il mondo in una morsa di oscurità e terrore. Con la sua amica e alleata Blaze affronta e vince Iblis, il mostro dal quale le Fiamme del Disastro hanno origine, il quale però dopo ogni sconfitta continua a rinascere. I due ricevono una visita da un istrice nero, il quale parla loro della possibilità di cambiare il passato eliminando chi ha liberato Iblis nel mondo. La creatura, Mephiles mostra a Silver, mediante il Chaos Emerald viola un'immagine di Sonic in mezzo alle fiamme, per poi portare lui e Blaze nel passato mediante un campo di forza. Silver e Blaze giungono nel passato separati. Silver trova Sonic dopo una visita alla giungla e l'assalto di Eggman al Festival del Sole, ma viene distratto da Amy che lo scambia per Sonic, così Amy si offre di aiutarlo a cercare la persona dal nome ignoto che Silver sta cercando.
Dopo una visita al deserto Silver sorprende Sonic che sta riportando Elise a casa per la prima volta e lo affronta, ma Amy gli impedisce di dargli il colpo di grazia. In seguito Silver e Blaze si rincontrano e decidono di scoprire quello che sa il Dr. Eggman per avere un quadro più completo, ma alla sua base trovano solo il Chaos Emerald blu. Blaze spiega a Silver che cos'è: una gemma che può convertire la volontà in potere e che assieme alle altre sei possono realizzare un miracolo. Silver trova nuovamente Sonic, ma viene fermato da Shadow e torna con lui nel passato dopo aver accidentalmente aperto una porta del tempo con i poteri dei loro Chaos Emerald. Nel passato il Progetto Solaris fallisce e Silver si lancia all'inseguimento di Iblis, ancora in forma di semplice fiamma levitante, mentre Shadow sarà impegnato a inseguire la forma primordiale di Mephiles, ossia una specie di ombra vagante.
Il re giunge e rivela di essere in possesso del Chaos Emerald bianco, che adopera con una formula vocale per sigillare Iblis nel corpo di Elise. Il re avverte Elise con i suoi ultimi respiri di non piangere mai, o il sigillo si spezzerà. Shadow e Silver aprono una via per tornare a casa, e lasciano vicino a Elise lo Scettro dell'Oscurità e il Chaos Emerald blu, come portafortuna (Elise infatti lo possedeva nel filmato iniziale). Dopo il suo ritorno nel presente, insieme a Blaze, Silver porta aiuto a Sonic nel salvare la principessa Elise, ma la nave di Eggman esplode. Silver e Sonic usano gli Emerald azzurro e bianco per aprire una porta, usata da Sonic per andare a salvare Elise dopo aver consegnato a Silver il suo Emerald e da Silver e Blaze per tornare nel futuro con i due Emeralds. Nel vulcano di Iblis, Silver e Blaze lo sconfiggono e Silver recita la formula per rinchiudere la fiammeggiante essenza di Iblis nel suo corpo, tuttavia non funziona e Blaze si offre di prendere il suo posto. Ora Silver ha la possibilità di isolare Iblis in un'altra dimensione vista l'impossibilità di distruggerlo, ma si rifiuta, perché anche per l'anima di Blaze sarebbe lo stesso. Blaze agisce da sola e rinuncia al proprio corpo, per allontanare Iblis e dopo aver salutato Silver, sparisce e nel mondo futuro torna la luce.

### Episodio finale
Mephiles, reduce dalla sconfitta con Shadow, recupera il Chaos Emerald viola che aveva nascosto. Con la sua luce distrae Sonic ed Elise che stanno tornando in città dopo la sconfitta del Dr. Eggman. Mentre sono distratti, Mephiles colpisce alle spalle Sonic con un raggio oscuro, trapassandolo e uccidendolo. Elise scoppia in lacrime per il dolore e il sigillo di Iblis si spezza. Mephiles applica, con il potere di Iblis, il Chaos Emerald, evocando a sé tutte le altre gemme e sopra Soleanna si fonde a Iblis, divenendo l'onnipotente Solaris. Tutti i protagonisti, con Elise ed Eggman si risvegliano in un mondo distorto e senza senso, prossimo a svanire come già è stato per il resto dell'universo, e lì, trovando Elise con il cadavere di Sonic, iniziano i pianti. Secondo Eggman non è possibile per loro fermare Solaris, ma Silver propone la possibilità di riportare in vita Sonic realizzando un miracolo con tutti i Chaos Emerald. Eggman individua gli Emerald nascosti da Solaris nelle parti ancora esistenti del mondo e così il gruppo si separa per trovarli.
Dopo il ritrovamento dei Chaos Emerald, Elise chiede alle gemme che le restituiscano Sonic e, baciandolo, lo rianima come Super Sonic. Sonic, dopo aver ringraziato Elise, condivide il proprio potere con Shadow e Silver, che diventano rispettivamente Super Shadow e (per la prima volta) Super Silver. Insieme i tre vincono Solaris, del quale nulla rimane che una fiammella bianca. Sonic ed Elise, rimasti soli a galleggiare nel buio, seguono l'unica luce rimasta e si ritrovano nel luogo passato dove veniva custodito Solaris, quando Elise era bambina e Solaris, noto come la "Fiamma della Speranza", era ancora una fiammella piccola e inerme. Elise realizza che se spegnessero la fiamma, Solaris, Mephiles e Iblis non sarebbero mai esistiti, ma si dispera perché così facendo anche il suo incontro con Sonic sarà cancellato. Sonic non le dice nulla tranne "sorridi". Elise decide quindi di fare la cosa giusta e, con un leggero soffio, spegne la fiamma. La storia viene quindi resettata e ricomincia il Festival del Sole, ma stavolta senza alcun assalto da parte di Eggman, una visione di un futuro catastrofico e l'incontro tra Sonic ed Elise. Tuttavia, quando Sonic solleva involontariamente una folata di vento passando vicino all'imbarcazione di Elise, la ragazza avverte una sensazione di familiarità.

## Modalità di gioco
Il gameplay del gioco è molto simile a quello di Sonic Adventure, difatti il giocatore controlla il proprio personaggio con una prospettiva tridimensionale in un mondo aperto (Fase Città) e in livelli lineari con più strade percorribili (Atti/Fasi Azione).
Le Fasi Città fungono da hub del gioco e riciclano i Campi di Avventura di Adventure. In esse è possibile ottenere informazioni e compiere missioni per conto di alcuni abitanti, necessarie per proseguire la trama. Allo stesso modo occorre recarsi ai negozi per acquistare articoli con cui potenziare le mosse dei personaggi; gli articoli cambiano seguendo l'avanzamento della storia e si acquistano con i ring raccolti nelle Fasi Azione.

### Ambientazione
Il gioco è in gran parte ambientato nella città di Soleanna, chiaramente ispirata alla città di Venezia, in cui sono anche riprodotte alcune icone della città come il Campanile e la Basilica di San Marco, il Ponte di Rialto e le famose gondole. La città si divide in tre parti: Castle Town (la parte iniziale ispirata a Venezia), New City (parte moderna, forse ispirata a Mestre dato che in essa dovevano esserci anche veicoli in movimento per le strade, in maniera simile a Station Square) e Forest, sita appunto in mezzo a una foresta e divisa in due parti.
Inoltre vi sono zone particolari, come Kingdom Valley, Dusty Desert e Tropical Jungle che non hanno a che vedere con la città principale, tuttavia esse fanno comunque parte del suo regno, ma non sono accessibili nell'hub di gioco se non per mezzo, appunto, dei suddetti livelli.

### Personaggi
I personaggi giocabili sono in totale nove. L'avventura principale si divide in tre differenti parti, a seconda del personaggio principale che si va a impersonare tra quelli disponibili, ovvero Sonic, Shadow e Silver. A volte c'è anche la possibilità di assumere il ruolo di personaggi secondari, più comunemente detti "amigo characters" (Tails e Knuckles nella storia di Sonic, Rouge e Omega nella storia di Shadow, Blaze e Amy nella storia di Silver) in alcune brevi sequenze di gioco, a volte si può controllare anche i protagonisti, per esempio Silver nella storia di Sonic.
Ognuno dei tre personaggi principali ha un proprio stile e potenziamenti, mentre solo Sonic e Shadow, oltre ad avere mosse riciclate dai due Adventure hanno elementi esclusivi:
- Sonic ha azioni personalizzate che può usare acquistando le gemme nei negozi, in alcuni livelli deve spostare Elise (Fasi della Principessa) e non può usare tutte le sue azioni, mentre l'ultimo segmento di alcuni atti presenta una "Fase Super velocità", durante la quale non può fermarsi o toccare i nemici, altrimenti prende danno come quando colpisce gli ostacoli; inoltre quando in tali fasi esegue una Super spinta davanti a una fila di Ring (Light Dash) accelera vertiginosamente.
- Shadow può guidare quattro veicoli: fuoristrada, moto, aliante e hovercraft. Ognuno di essi è equipaggiato con armi da fuoco (missili per il fuoristrada e l'aliante e mitragliatrice per la moto e l'hovercraft). Quando riempie l'indicatore può attivare il "Chaos turbo" (assumendo le sembianze di Dark Shadow dal suo titolo) e potenziarlo fino a tre volte con appositi frammenti di memoria per utilizzare altrettante mosse potenziate (Chaos plus, lancia e Distruzione).
- Silver sfrutta la sua psicocinesi per volare, attaccare lanciando oggetti o respingendo i nemici e addirittura creare piattaforme o catapultarsi. Può inoltre salire più in alto se usa i suoi poteri su un oggetto mobile. Quando ottiene i propri potenziamenti può incrementare l'efficacia dei suoi poteri e addirittura teletrasportarsi.

Anche Tails, Knuckles, Amy, Rouge e Omega riprendono le mosse dai due Adventure: Tails può volare fino all'esaurimento dell'indicatore di azione ma al posto delle "codate" lancia bombe di Ring finti, Amy può fare il doppio salto e diventare invisibile rimanendo comunque vulnerabile e Omega ricicla lo sparatutto di Gamma. Le mosse di Blaze sono invece originali e incentrate sui suoi poteri pirocinetici.

## Doppiaggio
| Personaggio                     | Doppiatore originale | Doppiatore americano  |
| ------------------------------- | -------------------- | --------------------- |
| Sonic the Hedgehog              | Jun'ichi Kanemaru    | Jason Griffith        |
| Shadow the Hedgehog             | Koji Yusa            | Jason Griffith        |
| Silver the Hedgehog             | Daisuke Ono          | Pete Capella          |
| Principessa Elise III           | Maaya Sakamoto       | Lacey Chabert         |
| Dr. Eggman                      | Chikao Ōtsuka        | Mike Pollock          |
| Miles "Tails" Prower            | Ryō Hirohashi        | Amy Palant            |
| Knuckles the Echidna            | Nobutoshi Canna      | Dan Green             |
| Mephiles the Dark               | Takayuki Sakazume    | Dan Green             |
| Scienziati del Progetto Solaris | Keiji Okuda          | Dan Green             |
| Scienziati del Progetto Solaris | Yoshikazu Kozuma     | Dan Green             |
| Amy Rose                        | Taeko Kawata         | Lisa Ortiz            |
| Rouge the Bat                   | Rumi Ochiai          | Kathleen Delaney      |
| E-123 Omega                     | Taiten Kusunoki      | Maddie Blaustein      |
| Blaze the Cat                   | Nao Takamori         | Bella Hudson          |
| Dame della principessa Elise    | Hikari Yono          | Lisa Ortiz Amy Palant |
| Duca di Soleanna                | Kenji Utsumi         | David Willis          |
| Narratore                       | Kenji Utsumi         | David Willis          |
| Comunicatore della G.U.N.       | Keiji Okuda          | David Willis          |

## Sviluppo

### Idee
Il Sonic Team iniziò lo sviluppo del gioco dopo aver concluso quello di Billy Hatcher and the Giant Egg e Sonic Heroes. Hanno iniziato delineando un gioco con tono e motore fisico realistici; inizialmente quel gioco non era correlato a Sonic, ma lo è diventato non appena Sega ha chiesto al Sonic Team di iniziare a lavorare su uno. Sonic the Hedgehog venne dapprima pensato per le console di sesta generazione, ma il Sonic Team realizzò che sarebbe stato pubblicato per il 15º anniversario del franchise e decisero di svilupparlo per le piattaforme di settima generazione. Secondo il co-creatore Yuji Naka, all'epoca capo del Sonic Team, lui e gli altri hanno ricevuto le specifiche di tali piattaforme a fine 2004 e iniziato a sviluppare demo a inizio 2005, quando hanno ottenuto i kit di sviluppo software.
Naka voleva che il primo titolo di Sonic per le console di settima generazione raggiungesse alti livelli di pubblico. Notò il successo dei film Spider-Man 2 (2004) e Batman Begins (2005): "Quando la Marvel o la DC Comics trasportano i loro personaggi nei film, li pensano come blockbuster, grandi colpi, è questo ciò che cercavamo di emulare." Il Sonic Team usò lo stesso titolo del primo gioco del 1991 per indicare che sarebbe stato un grande avanzamento dai titoli precedenti. Il Sonic Team vedeva Sonic the Hedgehog come una "rinascita" del franchise, così molti lo descrivono un tentativo di reboot. Shun Nakamura è il regista del gioco.

### Progettazione
Il Sonic Team usò il motore fisico Havok, da loro già impiegato per Astro Boy (PlayStation 2, 2004). Il disegnatore dei personaggi Yoshinari Amaike disse che permetteva al Sonic Team di creare livelli espansivi impossibili sulle console precedenti con oggetti dettagliati e gameplay variegato. Inoltre, il motore ha permesso al Sonic Team di sperimentare aspetti come illuminazione globale, sistema giorno-notte in tempo reale (simile a Sonic Unleashed) e dare nuove abilità a Sonic, come l'uso di corde per dondolarsi in aria.
Rispetto ai titoli precedenti, il Sonic Team ha scelto un'ambientazione più realistica e ispirata al Giappone. Hanno quindi ridisegnato Sonic e il dottor Eggman affinché fossero più abbinati all'ambiente: Sonic è più alto con aculei più lunghi, mentre Eggman è più magro e realistico. Nakamura e il produttore Masahiro Kumono hanno basato tale ragionamento sulla base del fatto che avrebbero interagito con umani e pensava avrebbe attirato i giocatori più grandi. In un certo momento, il Sonic Team considerò di dare a Sonic pelo realistico e texture di gomma.
Mentre il Sonic Team si concentrò in maniera significativa sulla grafica, considerò come sfida principale il creare un gioco che suscitasse parecchio interesse come i titoli per Sega Mega Drive. Naka ha dichiarato che il Sonic Team voleva mantenere gli elementi tradizionali della serie e aggiungerne di nuovi per accontentare giocatori vecchi e nuovi. Credevano che Sonic Heroes (2003) e Shadow the Hedgehog (2005) avessero preso direzioni differenti e volevano riportare la serie alle sue radici basate sulla velocità in modi nuovi. Per esempio, volevano mettere più percorsi nei livelli come nei giochi per Mega Drive, obiettivo che hanno ottenuto grazie all'aiuto degli ambienti realistici. Il Sonic Team ha tentato di affrontare in modo "aggressivo" i problemi con il sistema della telecamera virtuale dei giochi precedenti, riguardo ai quali avevano ricevuto molte lamentele.
Lo stile del gameplay di Silver the Hedgehog nasce dal desiderio del Sonic Team di trarre vantaggio dalle capacità dell'Havok. La prima idea per il personaggio di Silver era un visone arancione; dopo aver osservato oltre 50 proposte è diventato un riccio. Per progettare il gameplay di Shadow, gli sviluppatori hanno scartato l'uso di armi da fuoco di Shadow the Hedgehog (2005) a favore di elementi di combattimento per distinguerlo dagli altri personaggi. Il game play di Shadow si è ulteriormente evoluto con l'aggiunta di veicoli; ognuno di essi ha un proprio motore fisico. Gli intermezzi in CGI sono prodotte da Blur Studio. Il supervisore dell'animazione Leo Santos ha detto che la Blur ha dovuto affrontare sfide nell'animare la scena di apertura a causa della posizione della bocca di Sonic.

### Audio
I doppiatori statunitensi dell'anime Sonic X sono stati riconfermati, mentre Lacey Chabert è la nuova arrivata principessa Elise, che nella storia ha il ruolo della damigella in pericolo. Le musiche sono composte da Tomoya Ohtani assieme a Hideaki Kobayashi, Mariko Nanba, Taihei Sato e Takahito Eguchi. Per Ohtani, che aveva già contribuito a Sonic Heroes e Shadow the Hedgehog, è la prima volta dove fa il direttore sonoro. Il tema principale, "His World", è eseguita da Ali Tabatabaee e Matty Lewis dei Zebrahead. I Crush 40 eseguono "All Hail Shadow" (tema di Shadow) e il cantante Bentley Jones (noto in precedenza come Lee Brotherton) canta il tema di Silver, "Dreams of an Absolution". L'artista R&B Akon esegue un remix della canzone "Sweet Sweet Sweet" dei Dreams Come True, già usata er il termine di Sonic the Hedgehog 2 (1992). Donna De Lory canta il tema di Elise, "My Destiny".
Poiché Sonic the Hedgehog sarebbe stato il primo titolo per la settima generazione di console, Ohtani "mirava a sottolineare che si trattava di un titolo epico di nuova generazione". Masato Nakamura compositore della musica dei primi due titoli, ha supervisionato la colonna sonora. Il 10 gennaio 2007 l'etichetta discografica di Sega ha pubblicato due album: Sonic the Hedgehog Vocal Traxx: Several Wills e Sonic the Hedgehog Original Soundtrack. Vocal Traxx: Several Wills ha sette canzoni; quattro vengono dal gioco, le altre tre sono remix, di cui una versione di "His World" eseguita dai Crush 40. Original Soundtrack ha tutte le 93 tracce del gioco in tre dischi.

### Problemi di produzione
Durante lo sviluppo, il Sonic Team ha affrontato problemi difficili. A marzo 2006 Naka si licenziò come capo del Sonic Team per formare la sua compagnia, la Prope, volendo concentrarsi sulle sue produzioni. Secondo l'ex AD di Sega of America Tom Kalinske, con la sua partenza, "il cuore e l'anima di Sonic" non c'era più.
Altri problemi sorsero quando il Sonic Team ricevette kit di sviluppo per la Wii, meno potente di PlayStation 3 e Xbox 360. Sonic the Hedgehog doveva uscire su tutte le piattaforme principali di settima generazione e Windows, ma Sega credeva che realizzare un porting per Wii avrebbe richiesto troppo tempo. Il Sonic Team progettò un gioco originale che utilizzasse la funzione di cattura del movimento del Wii Remote, così il team si divise in due: Nakamura guidò una parte per finire Sonic the Hedgehog per PlayStation 3 e Xbox 360, mentre il produttore Yojiro Ogawa guidò l'altra parte per iniziare la produzione di Sonic e gli Anelli Segreti (2007) per Wii.
Sega mise pressioni al Sonic Team affinché il gioco fosse commerciabile per il periodo natalizio del 2006, così le ultime fasi furono frettolose: vennero ignorati i problemi dei controlli e le segnalazioni di bug degli addetti al controllo qualità. Vennero quindi eliminati molti elementi, come il ciclo giorno-notte e la modalità multigiocatore online. Ogawa ha ammesso che l'ultimo periodo è stato una grande sfida per il team. Non solo l'uscita su Xbox 360 era imminente, ma il lancio su PlayStation era vicino ad esso. Ciò ha dato pressioni tremende al team per sviluppare il gioco su entrambi i sistemi. Il produttore Takashi Iizuka ha dichiarato: "Non avevamo tempo per rifinire e stavamo solo sfornando contenuti il più velocemente possibile." Il Sonic Team non riuscì a terminare il gioco entro la data limite, ma Sega decise comunque di pubblicare il gioco incompleto per celebrare il 15º anniversario del franchise.

## Accoglienza

### Critica
| Testata                           | Versione | Giudizio |
| --------------------------------- | -------- | -------- |
| Metacritic (media al 19-03-2020)  | PS3      | 43/100   |
| Metacritic (media al 19-03-2020)  | X360     | 46/100   |
| GameRankings (media al 9-12-2019) | PS3      | 46.12%   |
| GameRankings (media al 9-12-2019) | X360     | 48.74%   |

Il gioco ha ricevuto recensioni generalmente negative: da parte di Metacritic ha ricevuto 43% per la versione per PlayStation 3 e 46% per la versione per Xbox 360, principalmente per l'enorme numero di bug, i controlli sensibili e le animazioni legnose. Alcuni criticarono inoltre il romanticismo tra Sonic ed Elise e la trama come eccessivamente cupa.
Infatti, i giochi futuri hanno ignorato completamente il suo tono e la maggior parte dei nuovi personaggi, tranne Silver the Hedgehog, che ha avuto abbastanza successo da diventare uno dei personaggi principali della serie, continuando ad apparire occasionalmente nei titoli della serie ancora oggi.

### Vendite
Nonostante l'insuccesso da parte della critica, il titolo fu un buon successo commerciale, vendendo 870 000 copie nei primi sei mesi e raggiungendo il titolo "Platino" su Xbox 360 in Giappone e negli Stati Uniti. È stato depennato nel 2010, in seguito alla decisione di SEGA di rimuovere tutti i titoli Sonic con punteggi misti su Metacritic dai negozi, al fine di aumentare il valore del marchio, dopo recensioni positive per Sonic the Hedgehog 4 Episodio 1 e Sonic Colours. Nel primo semestre del 2022 il titolo torna disponibile nello store Xbox 360 al costo di 4,99 $, dopo dodici anni di assenza.

### Eredità
Proprio a causa delle recensioni dovute agli errori di programmazione, i contenuti scartati e alcuni momenti diventati oggetto di tormentoni e meme di internet, alcuni fan pensano che il gioco meriti una seconda possibilità, al punto che durante un incontro di fan in Indonesia nel 2024, Shun Nakamura ha affermato di voler realizzare un remake del gioco.
Le fasi azione Crisis City e Kingdom Valley, mostrate nelle demo al Tokyo Game Show e l'E3 del 2005, oltre ad essere i livelli più "completi", sono riapparsi negli anni successivi: Crisis City è la settima zona di Sonic Generations (2011) e la sua remaster, ha chiaramente ispirato l'atmosfera della città di Sonic Forces (2017) e dà il nome a un arco narrativo dei fumetti IDW; Kingdom Valley è apparsa come terza zona di Shadow Generations (2024).
Nel corso degli anni alcuni fan hanno realizzato dei remake amatoriali togliendo i difetti informatici, migliorando i controlli e includendo gli elementi scartati; uno di questi è Sonic the Hedgehog - Legacy of Solaris, iniziato nel 2019 e concluso nel 2023; questo include come aggiunta originale un episodio per tutti i nove personaggi giocabili, sottotitoli inglesi accurati per il doppiaggio giapponese e traduzione in altre lingue.
Un altro rifacimento amatoriale del videogioco in corso di sviluppo degno di nota è Sonic the Hedgehog: Project '06, o più semplicemente Sonic P-06, realizzato dal programmatore argentino Ian "ChaosX" Moris in esclusiva per Microsoft Windows con Unity. Si tratta di un rifacimento molto fedele al gioco originale con una miriade di aggiunte originali. La prima demo uscì nel 2019 e la più recente il 19 aprile 2023; in questa sono presenti tutte le fasi azione dei tre protagonisti. Moris intende aggiungere anche i boss e la storia finale, ma non gli intermezzi e le fasi città. Nick Summers di Engadget ha definito il lavoro di Moris "un'impresa notevole", aggiungendo che la serie di Sonic rimane culturalmente rilevante nonostante i punti bassi.
La traccia musicale del gioco, His World, è stata campionata dal rapper statunitense Drake per il suo brano KMT del 2017.